# Babice (Kelč)
Babice (německy Babitz) je malá vesnice, část města Kelč v okrese Vsetín. Nachází se asi 3 km na jihozápad od Kelče. Babice leží v katastrálním území Babice u Kelče o rozloze 2,34 km2.

## Název
Na vesnici bylo přeneseno původní pojmenování jejích obyvatel Babici. To bylo pravděpodobně odvozeno od osobního jména Baba (hanlivého pojmenování bázlivého muže) a místní jméno by pak znamenalo „Babovi lidé“. Protože však některý vrch v okolí mohl nést pojmenování Baba, mohlo obyvatelské jméno znamenat i „lidé žijící pod Babou“.

## Historie
První písemná zmínka o vesnici pochází z roku 1270.
V letech 1850–1975 byla samostatnou obcí, od 1. ledna 1976 do 31. prosince 1979 byla vesnice součástí obce Lhota a od 1. července 1990 se stala součástí města Kelč.

## Obyvatelstvo
| Rok            | 1869 | 1880 | 1890 | 1900 | 1910 | 1921 | 1930 | 1950 | 1961 | 1970 | 1980 | 1991 | 2001 | 2011 |
| -------------- | ---- | ---- | ---- | ---- | ---- | ---- | ---- | ---- | ---- | ---- | ---- | ---- | ---- | ---- |
| Počet obyvatel | 194  | 183  | 169  | 152  | 135  | 153  | 171  | 143  | 138  | 130  | 119  | 97   | 100  | 103  |
| Počet domů     | 29   | 27   | 30   | 28   | 28   | 29   | 30   | 32   | 32   | 32   | 32   | 35   | 34   | 27   |